# دهان‌به‌دهان
دهان‌به‌دهان (اسپانیایی: Boca a boca‎) یک فیلم کمدی جنسی اسپانیایی به کارگردانی مانوئل گومس پریرا و نقش‌آفرینی خاویر باردم است که در سال ۱۹۹۵ منتشر شد.

## گزیدهٔ بازیگران
- خاویر باردم
- آیتانا سانچز-خیخون
- جوزب ماریا فلوتاتس
- ماریا بارانکو
- آمپارو بارو
- کاندلا پنیا
- فرناندو گی‌ین کوئربو
- ژردی بوش
- الیستر مکنزی
- امیلیو گوتیه‌رس کابا
- کیتی مانبر
- خوانخو پوئیخ‌کوربه